# Departamento de Agricultura, Pesca e Silvicultura
O Departamento de Agricultura, Pesca e Silvicultura (em inglês: Department of Agriculture, Fisheries and Forestry) é um departamento do governo da Austrália.